# Børns
Garrett Clark Borns (nascido em 7 de janeiro de 1992), mais conhecido pelo seu nome artístico Børns (estilizado como BØRNS), é um cantor, compositor e multi-instrumentalista estado-unidense.
Nascido e criado em Grand Haven, Michigan, Borns começou a se apresentar em sua juventude. Em 2012, ele lançou seu álbum de estréia, A Dream Between, através da gravadora REZIdual. Seu primeiro lançamento em uma grande gravadora foi o EP Candy (2014, através das gravadoras Geffen e Interscope. O EP atingiu o número dois na parada Heatseekers da Billboard. Em seguida veio a turnê The Dopamine, precedendo seu álbum de estúdio de estréia com o mesmo nome em 2015. O álbum foi um sucesso comercial, atingindo a posição 24 nos Estados Unidos e gerando inúmeros singles incluindo "Electric Love", com certificação de platina. Børns então embarcou em turnês com artistas incluindo Charli XCX, Bleachers e Halsey, como artista de abertura, junto com o Festival Coachella Valley Music and Arts em 2016. Seu álbum seguinte, Blue Madonna, foi lançado em 12 de janeiro de 2018. A gravação gerou inúmeros singles, incluindo "God Save Our Young Blood" com Lana Del Rey, o qual figurou na parada de rock dos EUA. Para promover ainda mais o LP, ele encabeçou a turnê Money Man (2017-18) e deu suporte à Del Rey em sua turnê LA to the Moon.

## Início da vida e educação
Borns nasceu em Michigan e foi criado em Grand Have, Michigan. Sua mãe, Cheryl Louise "Cheri" Borns, é uma nutricionista e ele credita sua inspiração a ela e sua família.
Aos 10 anos, ele era um mágico profissional com o nome artístico de "Garret the Great", se apresentando em festas e sendo pago por isso. Com 13 anos de idade, como estudante da sétima série da White Pines Middle School, ele recebeu o prêmio Gold Key na premiação National Scholastic Art Awards assim como uma bolsa de estudos superiores de $8.000 para a faculdade Kendall College of Art and Design (uma repartição da Ferris State University) em Grand Rapids por seus desenhos e artes visuais. Com 14 anos, ele estudou no programa de verão do Interlochen Center for the Arts de Michigan.
Børns também se aproximou do processo de filmagem durante sua adolescência. Ele frequentou a Grande Haven High School e, desta forma, teve aulas de piano clássico na Grand Rapids Community College e estudou jazz na Muskegon Community College.

## Carreira

### 2012–14: EPsA Dream BetweeneCandy
Durante seu tempo no ensino médio, Børns se apresentou brevemente em uma banda cover conhecida como "Brown Chicken Brown Trout". O grupo se apresentou no Festival de Filmes Waterfont em 2010.
Em 2012, Børns se apresentou com um guitarrista e baterista no trio The Garrett Borns. Børns e seus colegas de banda colaboraram em seu EP inicial A Dream Between, contando com muitas das faixas mais antigas de Børns, um dos quais foi seu single "Mitten". O álbum foi gravado no estúdio privado Bill Chrysler, e foi masterizado por John Mayer.
Børns, gerenciado pelo cineasta Jeff Joanisse, foi depois contratado pela gravadora REZidual sob o nome de Garrett Borns e participou no evento TEDx, apresentando uma variedade de músicas em seu ukulele e mostrando seus filmes de Paris. Em 2013, Børns tirou férias da cidade de Nova Iorque, onde estava vivendo, para Los Angeles. Durante essas semanas de realocação, Børns co-escreveu seu single "10,000 Emerald Pools" com o produtor Jack Kennedy.

### 2015–presente:Dopamine, turnês eBlue Madonna
Em 10 de novembro de 2014, Børns lançou seu single de estréia, ""10,000 Emerald Pools" pela gravadora Interscope e também seu EP de estréia, Candy. Ele fez várias aparições na televisão e performou "10,000 Emerald Pools" em talk shows, incluindo o Conan and Le Before du Grand Journal na France em 5 de março de 2015. Ele se apresentou como suporte na turnê de MisterWives intitulada "Our Own House". Em 24 de junho de 2015, ele tocou como atração principal no Electrowerkz em Londres. Em julho e agosto, Børns acompanhou Charli XCX e Bleachers em sua turnê "Charli and Jack Do America" e se apresentou no Lollapalooza em 31 de julho de 2015. Ele também apareceu no festival Life Is Beautiful e no Austin City Limits Music Festival em outubro. Em vários shows, Børns também tocou as músicas intituladas "Broke" e "Let You Down",  que nunca foram lançadas em um álbum nem consideradas como singles.
Em 6 de maio de 2015, o canal da Vevo de Børns no YouTube lançou um clipe musical acompanhando seu novo single "Electric Love", colocando-o como sua música mais visualizada até a data de publicação deste artigo com 47 milhões de visualizações. Em 17 de agosto de 2015, Børns' lançou o single "Electric Love" do seu álbum de estúdio de estréia, Dopamine, assim como revelou sua arte de capa foi revelada, enquanto que a data de lançamento de Dopamine foi confirmada em 16 de outubro de 2015. Em 15 se setembro de 2015, a performance de Børns' no Iridium Jazz Club na cidade de Nova Iorque foi filmado pela rede de televisão American Public Broadcasting Service (PBS) para sua série de shows Front and Center exibida em todo o país em fevereiro de 2016. Børns se apresentou no Coachella Valley Music and Arts Festival de 2016. Ele também apareceu como um artista convidado na música "Fool's Gold" de Dagny para seu EP Ultraviolet.
Em 28 de julho de 2017, Børns lançou seu single "Faded Heart"  através da Interscope, que foi utilizado na trilha sonora do jogo FIFA 18, e no filme Flatliners (2017). Então, em 29 de setembro de 2017, Børns lançou seu próximo single, "Sweet Dreams". Dois vídeos promocionais, "The Search for the Lost Sounds" e "The Faded Heart Sessions", foram lançados em seu canal no YouTube junto com os singles. Depois do lançamento de seu terceiro single, "I Don't Want U Back", Børns lançou outro cutra promocional intitulado "Money Man Tour". O quarto e último singles "God Save Our Young Blood" com participação especial de Lana Del Rey, que também forneceu vocais de apoio para a música "Blue Madonna", cuja irmã desenvolveu as fotografias para as capas dos álbums.
O segundo álbum de estúdio de Børns, Blue Madonna, foi oficialmente lançado em 12 de janeiro de 2018.

## Vida pessoal
Depois que Børns vestiu a roupa inspirada na Gucci no programa de televisão The Tonight Show Starring Jimmy Fallon, Gucci notou o cantor e os dois formaram uma parceria. Børns é um participante do movimento "gender-bender", exibindo esmaltes e cropped nas redes sociais e durante as performances. Ele admite que seus vocais e aparência andrógenos levam várias pessoas a confundi-lo com uma mulher na primeira vez em que o ouvem.
Børns conheceu sua amiga íntima Zella Day em Los Angeles e os dois colaboraram em inúmeros projetos. Day fez aparições em vídeos do canal da Vevo de Børns e também o incluiu em seus próprios vídeos, como, por exemplo, sua série DayxDay. Os dois foram colegas de quarto anteriormente.
Antes do lançamento de seu primeiro álbum Dopamine, Børns se mudou para Los Angeles, onde ele ainda reside desde janeiro de 2018. Børns é vegetariano assim como outros membros de sua família.
Em setembro de 2018, Børns foi acusado de má conduta sexual por várias jovens mulheres, levando o festival de música de Washington D.C. chamado All Things Go Fall Classic a tirá-lo de sua line-up. As alegações contra Børns incluíram manipulação, aliciamento e agressão sexual dirigida à fãs menores de idade, com a acusadora mais nova detalhando o relato do abuso que começou quando ela tinha 16 anos. Børns publicou uma declaração chamando as alegações de "perturbadoras e falsas", e também dizendo que "Todos os relacionamentos que tive foram legais e consensuais. Eles terminaram de forma abrupta e obviamente causaram sentimentos de mágoa, mas alguém sugerir algo além disso é irresponsável."

## Discografia
- Dopamine (2015)
- Blue Madonna (2018)

## Turnê de shows
Como artista principal
- Dopamine Tour (2015)
- Summer Tour 2016 (2016)
- Fall 2017 Tour (2017) [31]
- Money Man Tour (2017–18)
- Fruit of Dreams Tour (2018–19)

Como artista de apoio
- MisterWives – Our Own House Tour (2015)
- Charli XCX & Bleachers – Charli and Jack Do America Tour (2015)
- Years & Years - Fall 2015 Tour (2015) [32]
- Halsey – Badlands Tour (2016)
- The Lumineers – Cleopatra World Tour (2016)
- Mumford & Sons – An Arrow Through the Heartland Tour (2016)
- Lana Del Rey – LA to the Moon Tour (2018)

## Filmografia

### Web
| Ano  | Filme                          | Papéis       | Notas                                                |
| ---- | ------------------------------ | ------------ | ---------------------------------------------------- |
| 2007 | What a Relief                  | Peter        | Curta de comédia                                     |
| 2008 | Lake Michigan                  | Marcus Gates | Curta de comédia                                     |
| 2011 | TEDx Talks                     | Ele mesmo    | Episódio: TEDxGrandRapids - Garrett Borns - Musician |
| 2014 | DayxDay                        | Ele mesmo    | Episódio: "Moon Face"                                |
| 2017 | The Search for the Lost Sounds | Ele mesmo    | Curta promocional                                    |
| 2017 | Money Man Tour                 | Ele mesmo    | Curta promocional                                    |